# Hvitserk Ragnarsson
Hvitserk Ragnarsson (altisländisch Hvítserkr, lateinisch Withsercus, deutsch etwa Weißgekleideter oder Weißhemd) war ein legendärer Warägerfürst von Hellespont (um 835–um 840).
Hvitserk wird in zwei altnordischen Sagas und einer dänischen Chronik erwähnt.
Hvitserk war eventuell ein Sohn des ebenfalls legendären Ragnar Lodbrok, einem dänischen König mit umstrittener historischer Existenz. Er war möglicherweise identisch mit Halfdan.
Nach der Gesta Danorum des Saxo Grammaticus eroberte sein Vater Ragnar Hellespont, tötete den dortigen Herrscher Dian und setzte Hvitserk als Nachfolger ein.
Nach fünf Jahren eroberte Daxo, ein Sohn von Dian, Hellespont zurück. Hvitserk wurde gefangen genommen, ihm wurde dessen Tochter als Ehefrau angeboten und die Hälfte des Fürstentums. 
Hvitserk lehnte ab. Er wurde auf eigenen Wunsch bei lebendigem Leib gemeinsam mit seinen Gefährten verbrannt.
Nach der Saga von Ragnars Söhnen war Hvitserk einer von vier Söhnen von Ragnar Lodbrok und dessen Frau Aslaug. Er eroberte mit den Brüdern verschiedene Gebiete Skandinaviens. Nach dem Tod des Vaters erhielt er Reidagotland (Jütland) und Wendland (slawisches Gebiet). In einem Krieg mit den Hunas wurde er gefangen genommen. Deren Fürst ließ ihn in einem Feuer aus den Köpfen seiner gefallenen Krieger verbrennen.
Hvitserk hatte einen Sohn Askold.
Die Sturlaugs saga starfsama erwähnt einen Hvitserk, der mit Fürst Ingvar Ladoga gegen die Truppen des Warägers Sturlaug zu verteidigen versuchte. Nach dem Tod Ingvars flohen seine Krieger. Hvitserk wird nicht mehr erwähnt.
Es ist nicht klar, ob dieser mit Hvitserk Ragnarsson identisch war.

## Film
In der irisch-kanadischen Fernsehserie Vikings (2013–2020) war Hvitserk seit Staffel 4 ein Hauptcharakter und wurde durch den dänischen Schauspieler Marco Ilsø verkörpert.